# Corvus corax
Para el grupo de música neomedieval, véase Corvus Corax.
El cuervo grande (Corvus corax), anteriormente denominado cuervo común por la SEO, es una especie de ave paseriforme de la familia Corvidae. Presente en casi todo el hemisferio septentrional, es la especie de córvido con la mayor superficie de distribución. A pesar de ello, la corneja negra (Corvus corone), de menor tamaño aunque muy similar en su aspecto morfológico externo, es muy abundante en sus propias áreas de distribución, por lo que a menudo se confunde a las cornejas negras con cuervos grandes. Con el cuervo de pico grueso, el cuervo grande es el mayor de los córvidos y probablemente la paseriforme más pesada; en su madurez, el cuervo grande mide entre 52 y 69 cm de longitud y su peso varía de 0,69 a 1,7 kg. Los cuervos grandes viven generalmente de diez a quince años, pero algunos individuos han vivido cuarenta años. Los jóvenes pueden desplazarse en grupos pero las parejas ya formadas permanecen juntas toda su vida, cada pareja defendiendo un territorio. Existen ocho subespecies conocidas que se diferencian muy poco aparentemente, aunque estudios recientes hayan demostrado diferencias genéticas significativas entre las poblaciones de distintas regiones.
El cuervo grande coexiste con los humanos desde hace millares de años y en algunas regiones es tan abundante que se considera una especie nociva. Una parte de su éxito se debe a su régimen omnívoro; el cuervo grande es extremadamente oportunista, alimentándose de carroñas,  de insectos, de residuos alimentarios, de cereales, de frutas y de pequeños animales. Se han observado varias demostraciones notables de resolución de problemas en esta especie, lo que hace pensar que el cuervo grande es muy inteligente.
A través de los siglos, el cuervo grande ha sido objeto  de mitos, de folclore y de representaciones en las artes y la literatura. En varias culturas antiguas —incluyendo las de Escandinavia, Irlanda, Gales, Bután, la costa noroeste de América del Norte, Siberia y noroeste de Asia— ha sido venerado como un dios o un símbolo espiritual.

## Morfología

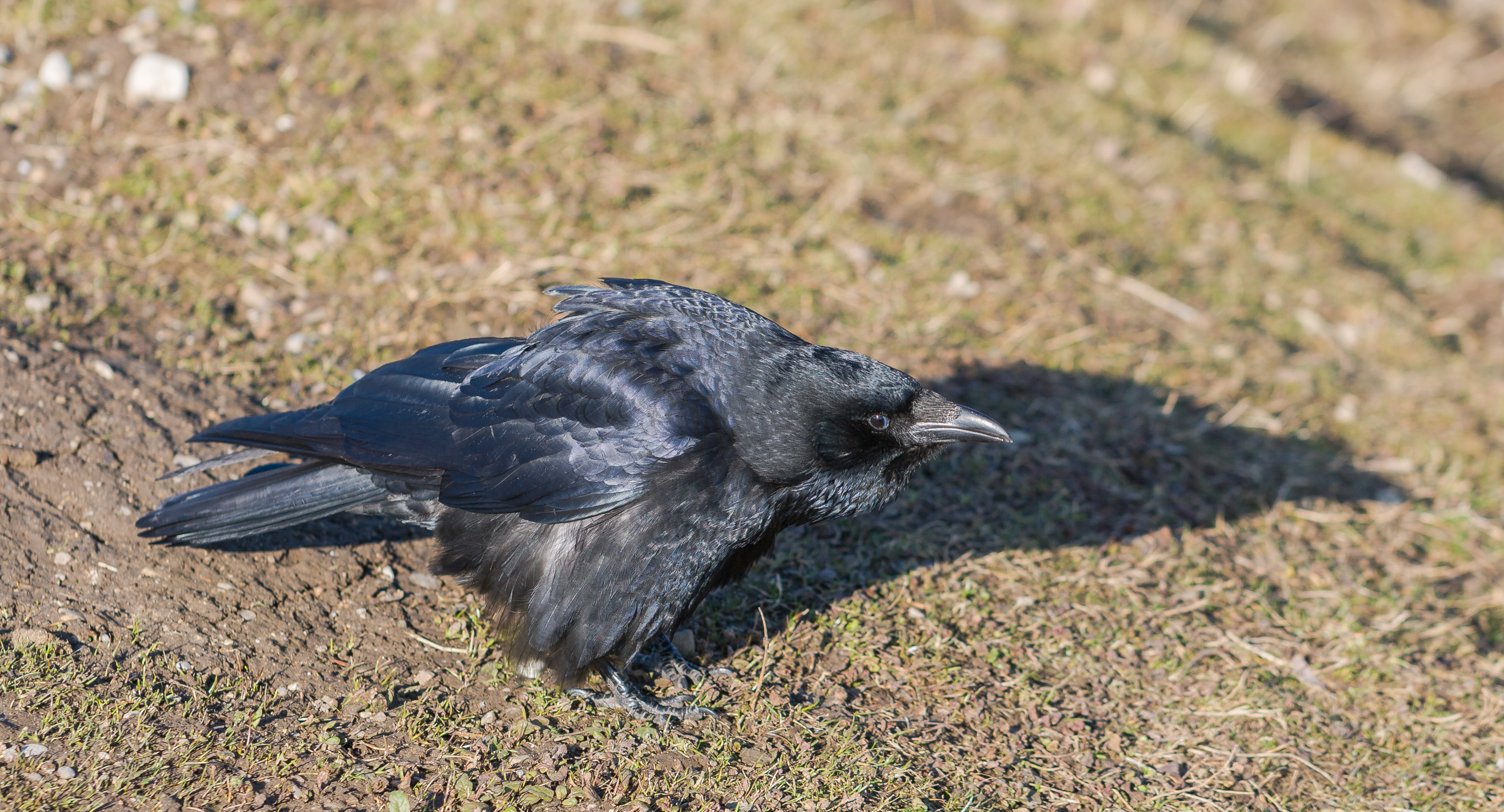
El plumaje del cuervo grande puede mostrar un color azul o púrpura al sol.

Un cuervo grande maduro mide entre 52 y 69 cm de longitud con una envergadura de 115 a 160 cm en Europa: 144-160 cm  el macho y 124-138 cm la  hembra. Su peso varía de 0,7 a 1,7 kg lo que le hace ser la más pesada de las paseriformes. Las aves de las regiones más frías como el Himalaya y Groenlandia son generalmente mayores, con un pico ligeramente más grande, mientras que los individuos de las regiones más cálidas son más pequeños, con un pico proporcionalmente más pequeño. El pico es fuerte, negro y ligeramente curvado. La cola es relativamente larga, el cuello es bastante grueso, y el iris es marrón oscuro. El plumaje es generalmente negro pero posee reflejos iridiscentes azulados y púrpuras. Las plumas de la garganta se alargan y la base de las plumas del cuello es de un marrón gris pálido. El plumaje de los jóvenes es similar al de los adultos pero más mate y el iris es azul gris. Además de su gran tamaño, el cuervo grande difiere de las cornejas negras por su  pico más fuerte y más grueso, las plumas de la garganta y la cola en forma de rombo, en lugar de casi recto, como la corneja negra.

## Comportamiento

### Alimentación

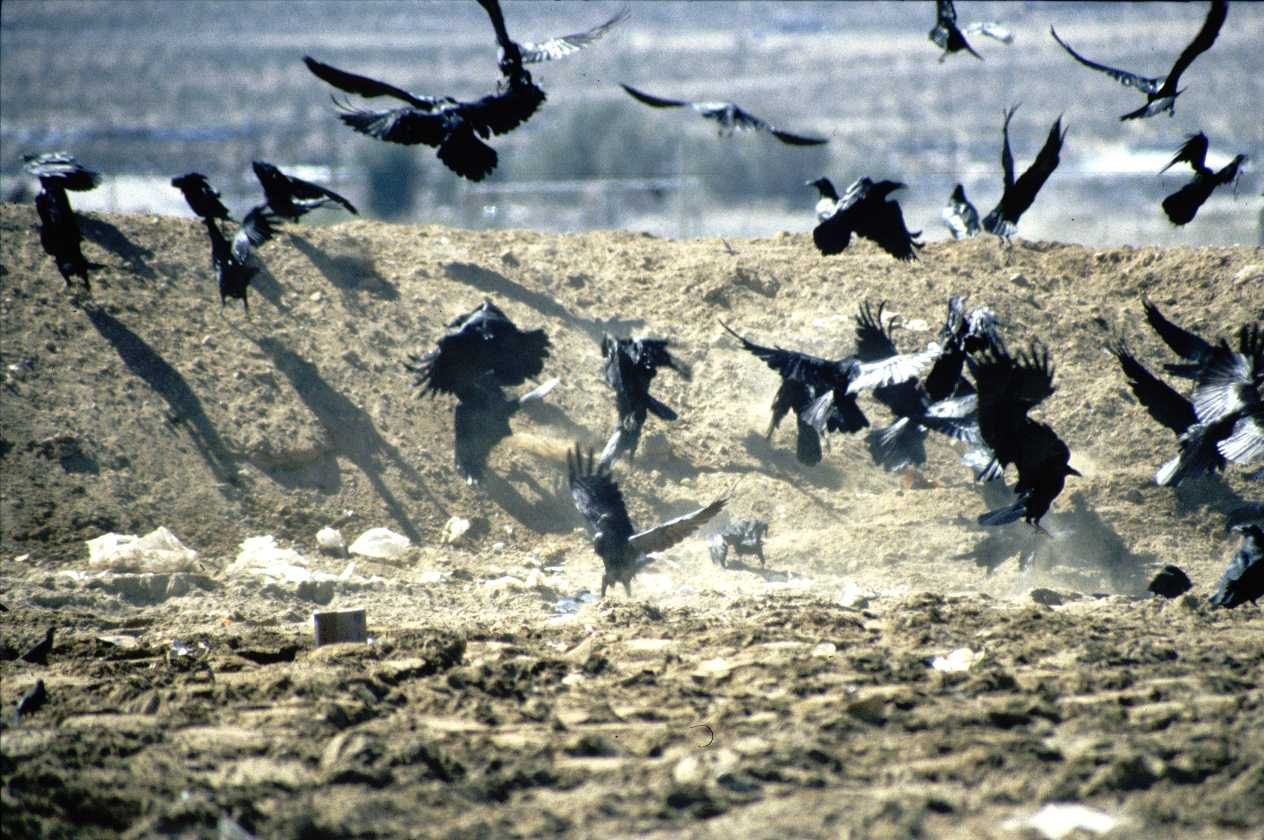
Cuervos grandes alimentándose de residuos.

El cuervo grande es omnívoro y oportunista: su régimen alimentario varía según el lugar, la temporada y lo que encuentra por casualidad. Por ejemplo, los cuervos que anidan cerca de las fuentes de residuos generados por los humanos incluyen un porcentaje más elevado de los desechos alimentarios en su régimen, los individuos que anidan cerca de las carreteras consumen más vertebrados víctimas de atropellos y los individuos que anidan lejos de estas fuentes de comida consumen más artrópodos y vegetales. Por ejemplo, en la tundra de Alaska, los cuervos obtienen alrededor de la mitad de sus necesidades energéticas gracias a la depredación (sobre todo de pequeños roedores microtus) y la otra mitad procede de necrofagia (sobre todo de carroñas de caribú y lagópodos). Su alimentación vegetal incluye los cereales, las bayas y frutas. Cazan pequeños invertebrados, anfibios, reptiles, pequeños mamíferos y pájaros. No obstante, un estudio hecho entre 1984 y 1986 sobre el régimen de los cuervos grandes en el suroeste de Idaho (una región agrícola) puso de manifiesto que los cereales eran el componente principal de su dieta, aunque también habían sido consumidos pequeños mamíferos, saltamontes, carroñas de bovinos y pájaros. Almacenan los excedentes de comida, sobre todo de la que contiene grasa, como hace el Zorro ártico. En invierno, puede también asociarse con otro cánido, el lobo gris, como cleptoparásito y lo siguen para alimentarse con las carroñas. También pueden consumir las partes no digeridas de las heces animales y los residuos alimentarios procedentes del hombre. El éxito de las nidadas es más elevado en los individuos que utilizan residuos humanos como fuente de comida.

### Inteligencia

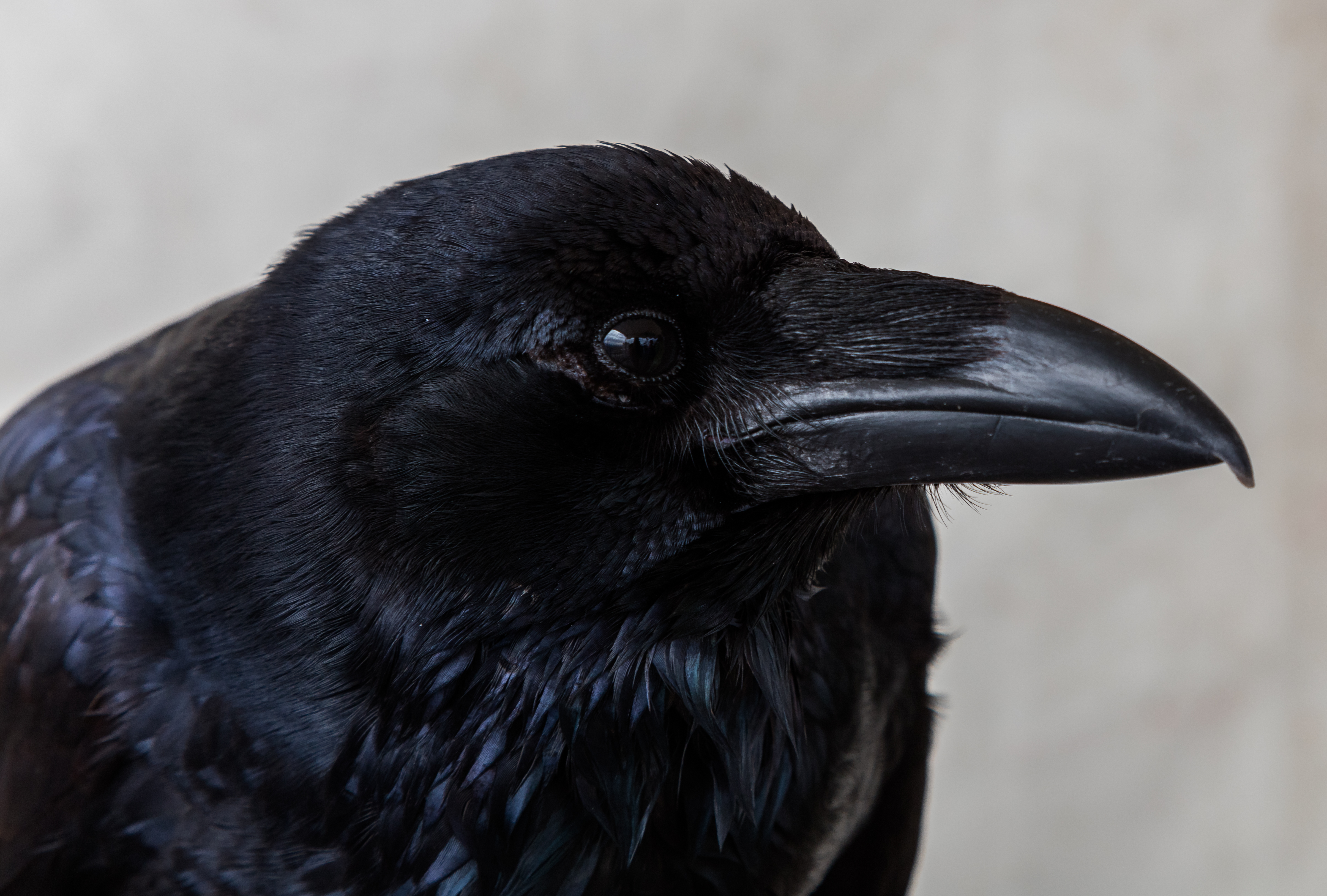
Detalle de la cabeza de un cuervo grande.

El cuervo grande posee uno de los cerebros más grandes de todas las especies de aves. Muestra también varias habilidades como la resolución de problemas así como la imitación y la intuición. Una experiencia concebida para evaluar la intuición y la resolución de problemas, presentaba un pedazo de carne atado a una cuerda que colgaba de un posadero horizontal. Para alcanzar la carne, el pájaro debía posarse sobre la percha, tirar de la cuerda en varias etapas y sujetar la cuerda en cada etapa, con el fin de ir acortándola. Cuatro de los cinco superaron la prueba, y la transición desde la ausencia de éxito (ignorar la comida o simplemente no tirar de la cuerda) hasta un éxito constante y previsible (arrastrar la carne hasta la percha), se hizo sin aprendizaje aparente. Se ha observado cómo los cuervos dirigen a otros animales para que trabajen para ellos, por ejemplo, llamando a los lobos y a los coyotes al lugar de una carroña. Los cánidos abren entonces la carroña, lo que la hace más accesible a los cuervos. También se sabe que observan el lugar donde otros cuervos ocultan su comida y se acuerdan de estos lugares, lo que les permite robársela. El cuervo grande es conocido por robar y ocultar objetos brillantes como guijarros, trozos de metal y pelotas de golf. Una hipótesis indica que los jóvenes son curiosos hacia toda cosa nueva y que la atracción por los objetos redondos y brillantes se basaría en su semejanza con huevos. Los adultos pierden este interés intenso para lo inusual y pasan a ser neófobos. Recientemente, los investigadores han reconocido que las aves juegan. Los jóvenes cuervos están entre los más jugadores de todas las especies de aves. Se les ha observado deslizándose a lo largo de montones de nieve, al parecer por simple placer. Juegan incluso con otras especies, por ejemplo juegan al juego del ratón y el gato con lobos y perros. El cuervo es famoso por sus espectaculares acrobacias aéreas, como los rizos. Un estudio reciente además afirma que los cuervos son capaces de reconocer diferentes voces humanas, así como llamadas de aves de otras especies.

### Vocalizaciones
Esta especie posee un grito característico, el crascitar: un «rrok-rrok», profundo y cavernoso, que difiere del de los otros córvidos según los observadores con experiencia. Su complejo vocabulario incluye un «toc-toc-toc», un «kraa» secos y roncos, un graznido gutural y bajo así como varios gritos de naturaleza casi musical. Como cras significa «mañana» en latín, y son aves habitualmente carroñeras, se consideraban habitualmente aves de mal agüero y en ese sentido compuso Edgar Allan Poe su famoso poema El cuervo, cuyo estribillo es: Y el cuervo dijo: "Nunca más".

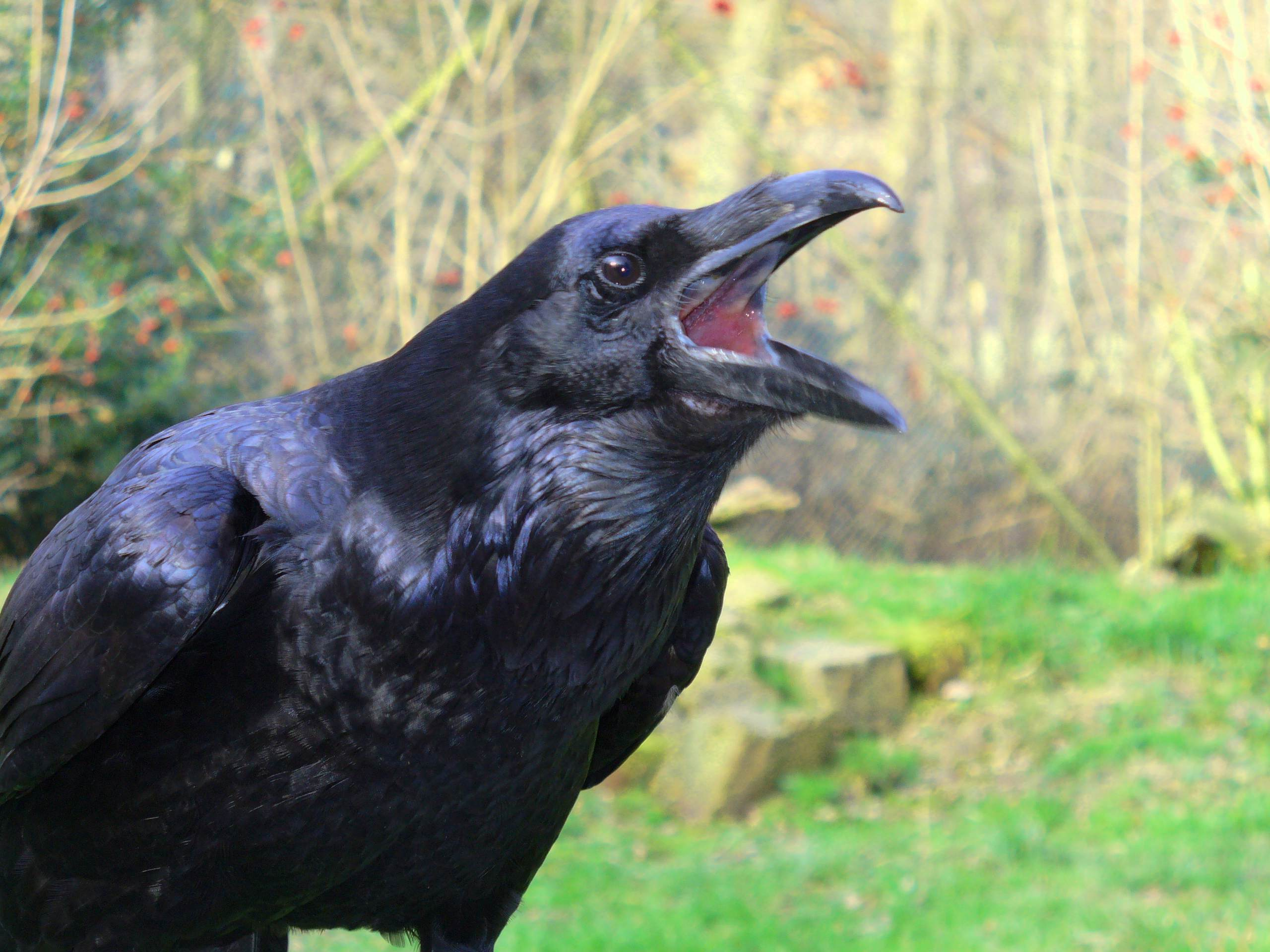
Cuervo grande.

Al igual que otros córvidos, el cuervo grande puede imitar los sonidos de su medio ambiente, incluyendo la voz humana. Posee un amplio abanico de vocalizaciones. Los gritos observados incluyen los gritos de alarma, los gritos de vuelo y los gritos de persecución. El cuervo grande produce también sonidos no vocales incluidos ruidos con las alas y crujidos de pico. Los crujidos se observaron más a menudo en las hembras que en los machos. Si desaparece un miembro de la pareja, el compañero reproduce sus gritos reclamando su regreso.

### Reproducción

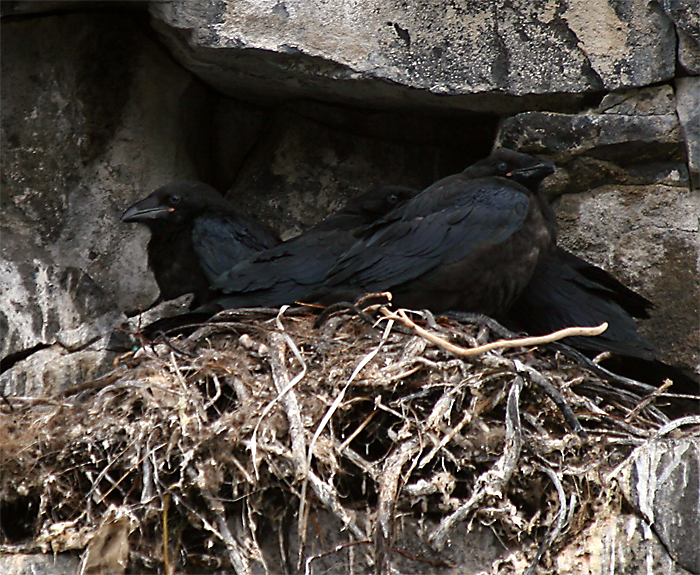
Jóvenes en el nido - Hvítserkur, Islandia.

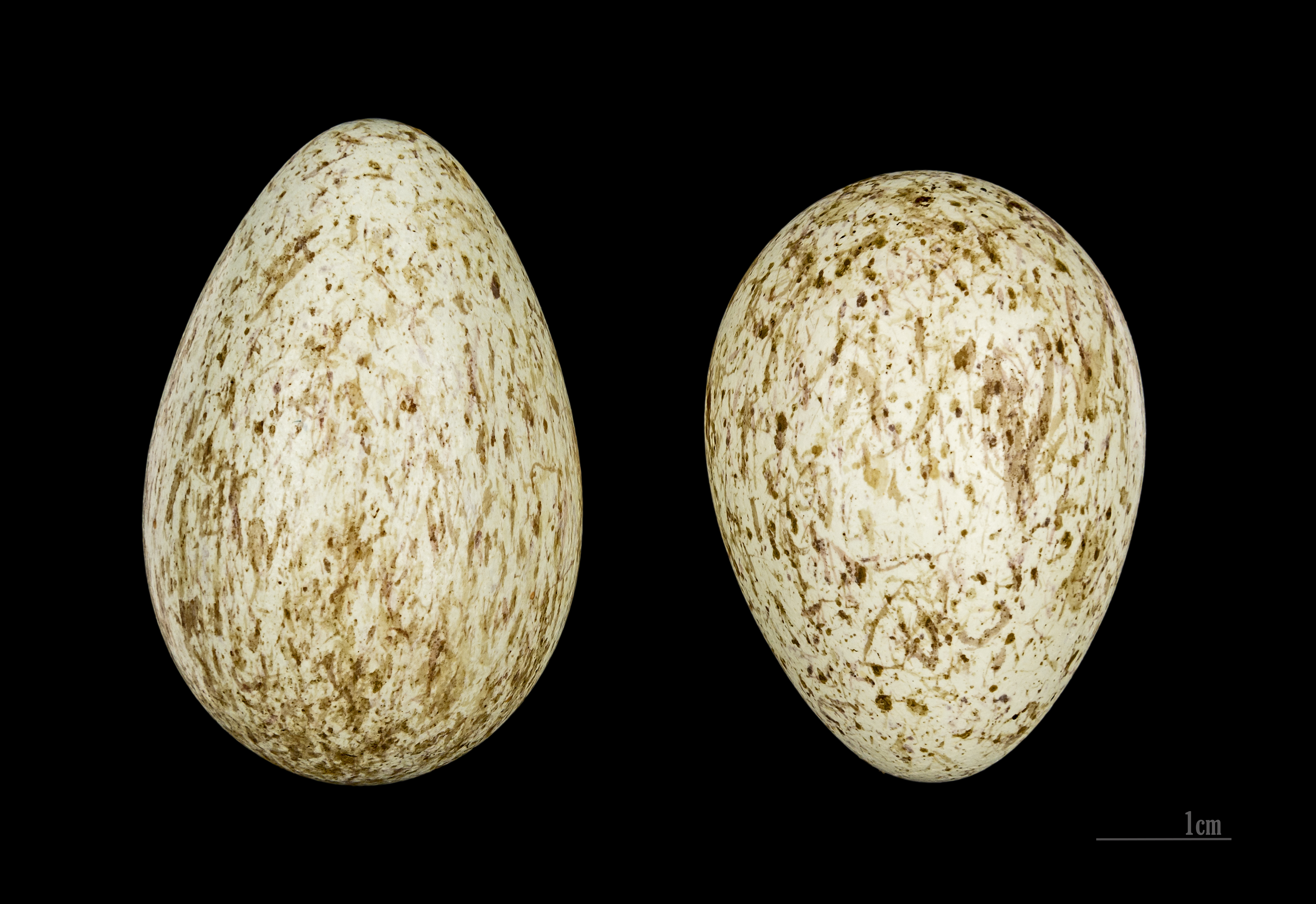
Huevos de Corvus corax

Los jóvenes comienzan los rituales de emparejamiento a una temprana edad, pero no se aparearán antes de los dos o tres años. Las acrobacias aéreas, los comportamientos demostrando su inteligencia y las capacidades para obtener la comida son comportamientos clave del desfile nupcial. Una vez apareados, los miembros de una pareja tienden a anidar juntos durante toda su vida, generalmente en el mismo lugar. Las parejas deben poseer un territorio antes de empezar la construcción del nido y la reproducción, así pues, defienden con saña un territorio y sus recursos. El tamaño de los territorios de nidificación varía según la densidad de las fuentes de comida de la región. El nido es un cuenco construido con ramas y ramitas mantenidas juntas gracias a una capa interna de raíces, lodo y cortezas. El interior se cubre de materiales más suaves como el pelo de ciervo. El nido habitualmente está situado en un gran árbol, sobre un saliente rocoso o, más frecuentemente, sobre viejos edificios o postes eléctricos. Las hembras ponen de tres a siete huevos de un azul verde pálido manchado de marrón. En la mayoría de su superficie de distribución, la puesta comienza a finales de febrero. En los climas más fríos, ponen los huevos más tarde, en Groenlandia y en el Tíbet los ponen en abril. En Pakistán, la puesta tiene lugar en diciembre. Solo incuba la hembra y la incubación dura de dieciocho a veintiún días. Sin embargo, el macho puede colocarse encima  de los huevos cuidándolos, sin por ello empollarlos. Los padres alimentarán a las crías que dejan el nido de treinta y cinco a cuarenta y dos días después de la salida del huevo. Permanecerán con sus padres seis meses después de dejar el nido. El cuervo puede vivir mucho tiempo, sobre todo en cautiverio o cuando está protegido; algunos cuervos de la Torre de Londres vivieron más de cuarenta años. La duración de la vida en el medio natural es considerablemente más corta: generalmente de diez a quince años.[cita requerida] El individuo salvaje anillado más viejo tenía trece años.[cita requerida]

## Distribución y hábitat

### Hábitat
La mayoría de los cuervos prefieren las zonas costeras o las zonas de bosques con grandes extensiones cercanas abiertas para anidar y alimentarse. En algunas regiones con fuertes concentraciones de poblaciones humanas como en California en los Estados Unidos, se aprovechan de las abundantes fuentes de comida y su número va en aumento.

### Distribución

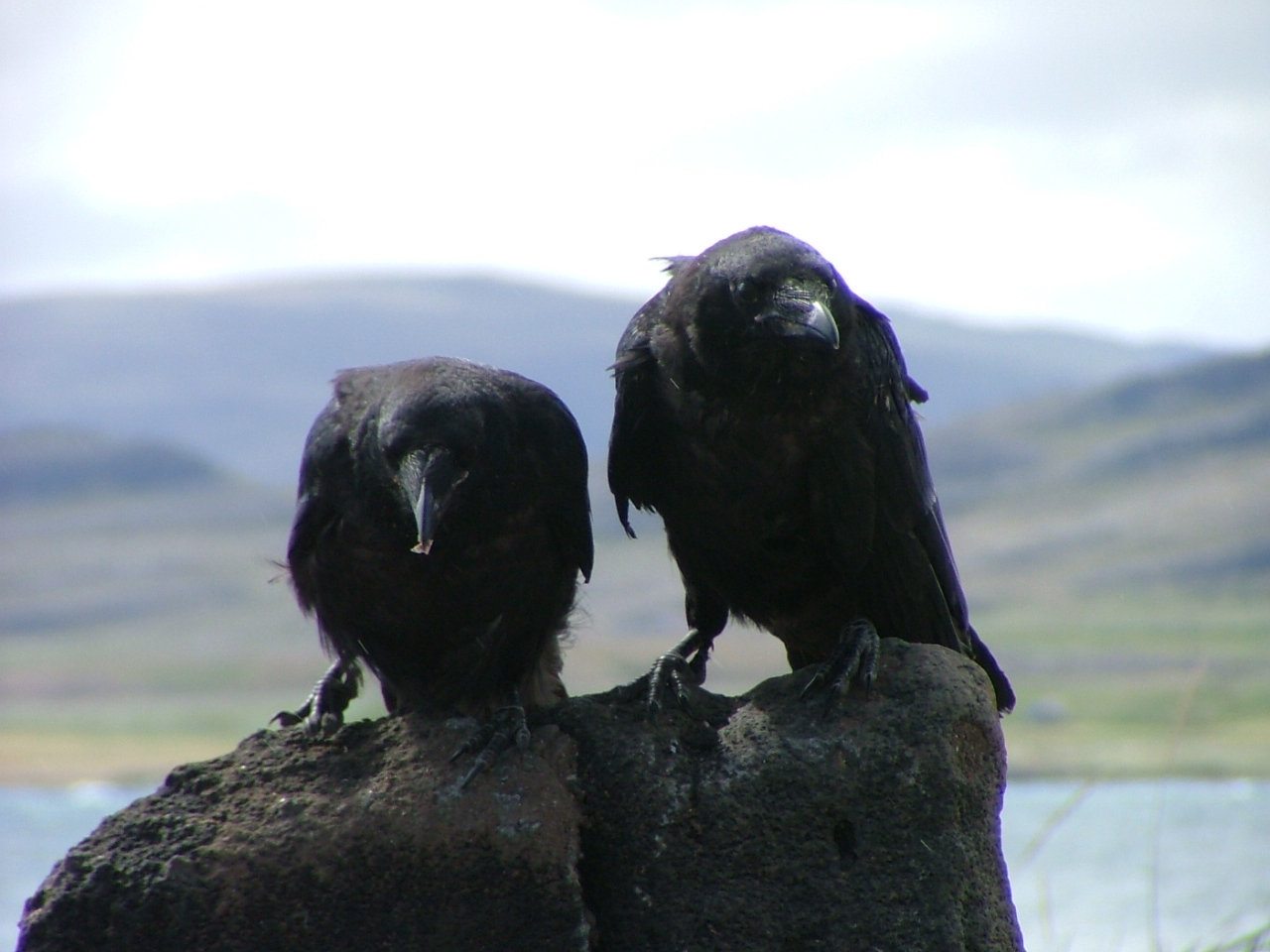
Dos jóvenes en Islandia.

El cuervo es capaz de prosperar en numerosos climas; en efecto, esta especie posee el área de distribución más amplia de los miembros de su clase. Su área de distribución se extiende por toda la zona Holoártica, desde el Ártico y hábitats moderados de Norteamérica y de Europa hasta los desiertos del África Septentrional, y las islas del Pacífico. En las islas británicas, es más grande en Escocia, el norte de Inglaterra y el oeste de Irlanda. En el Tíbet, se ha observado en altitudes de 5000 m y hasta los 6350 m en el Everest.

### Migración
El cuervo es generalmente un residente permanente en toda su área de distribución excepto en el Ártico. Los individuos jóvenes  pueden dispersarse localmente.

## Sistemática
El cuervo fue una de las numerosas especies descritas por Linneo en el siglo XVIII en Systema naturae, bajo el nombre de «cuervo grande». Por otra parte, lleva aún el nombre de origen Corvus corax. Es la especie modelo de clase Corvus, derivada de la palabra latina para cuervo. El nombre de la especie, κοραξ (corax), es la palabra griega para corneja o cuervo. El nombre cuervo se ha utilizado para describir varias especies (a menudo de gran tamaño) del género Corvus, aunque estos no sean necesariamente parientes cercanos de Corvus corax. A la hembra también se le llama cuervo.

## El cuervo grande y el ser humano

### Conservación y gestión de las poblaciones

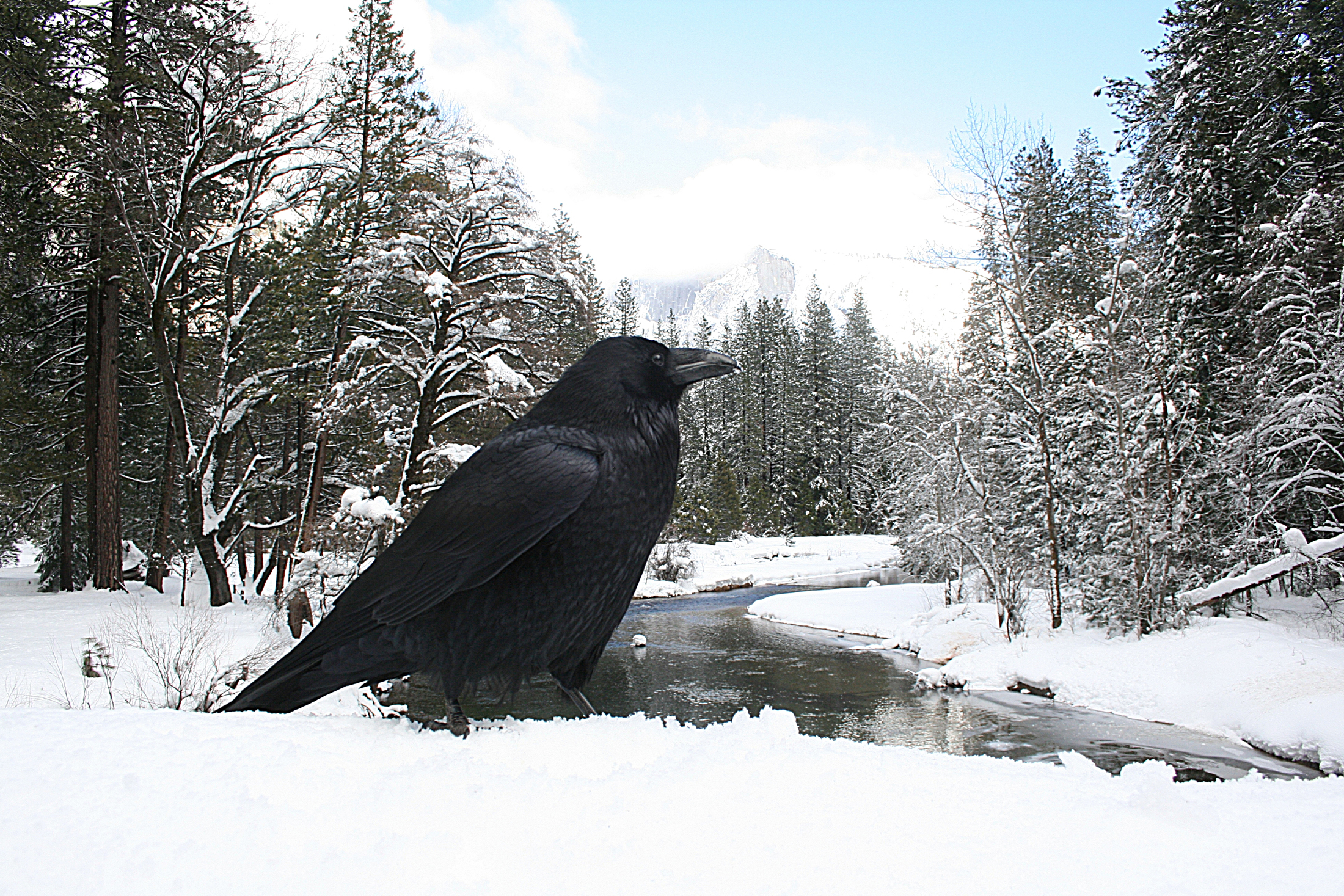
Cuervo en Half Dome.

La superficie de distribución del cuervo grande es amplia y la especie no está en peligro de extinción. En algunas regiones, hay decadencias localizadas, causadas por la pérdida de hábitat y la persecución. En otros lugares, las poblaciones aumentaron mucho y pasaron a ser plaga para la agricultura. El cuervo puede causar daños a los cultivos de nuez y de cereales y puede dañar también al ganado. En particular, puede matar a los  cabritos, los corderos y los terneros. Los cuervos atacan generalmente la cabeza del ganado recién nacido pero su comportamiento carroñero, más grande, puede ser confundido erróneamente con la depredación por los propietarios de los ranchos. Al oeste del desierto de Mojave, la colonización humana y el cultivo de las tierras condujeron a una multiplicación de las poblaciones de cuervos en un espacio de 16 a 25 años. Las ciudades, las basuras, los lagos artificiales y las depuradoras crean fuentes de comida y agua para las aves. Los cuervos utilizan también los postes eléctricos como lugares de nidificación y  son a veces atropellados en las autopistas. La explosión de la población del desierto del Mojaves aumentó la preocupación por la Tortuga del desierto, una especie amenazada. El cuervo es un depredador de las crías de esta especie que posee un caparazón blando y se desplaza lentamente. El control de la población de grandes cuervos incluye la caza con trampas, así como el establecimiento de contactos con los gestores de las basuras para que estos reduzcan la cantidad de residuos expuestos.
Históricamente, se han utilizado primas de caza como forma de control en Finlandia a mediados del siglo XVIII hasta 1923. La caza tuvo lugar de manera limitada en Alaska, donde el aumento de la población de cuervos amenazaba al éider de steller (Polysticta stelleri), una especie vulnerable.

### Contexto

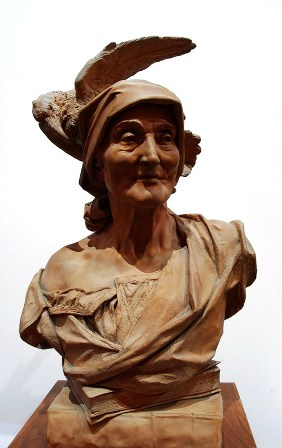
Busto con cuervo de Agapito Vallmitjana que se encuentra en la Biblioteca Museo Víctor Balaguer

#### Mitología nórdica

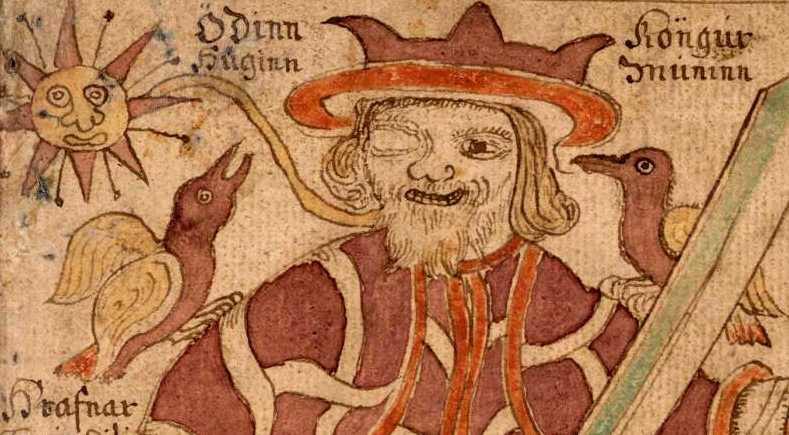
Los dos cuervos Hugin y Munin sobre los hombros de Odín.

#### Gran Bretaña

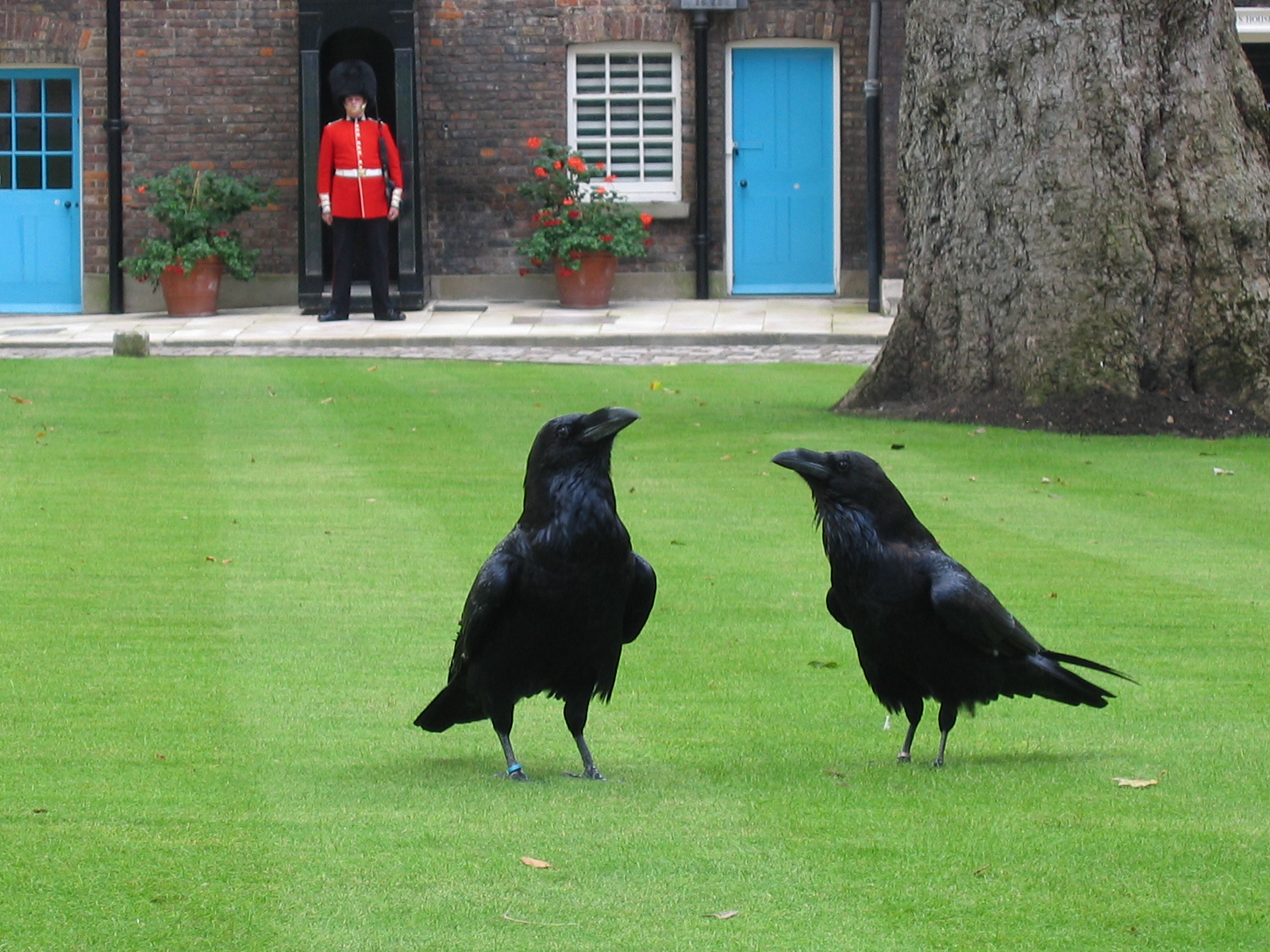
Cuervos en la Torre de Londres.

### En la literatura y la cultura popular

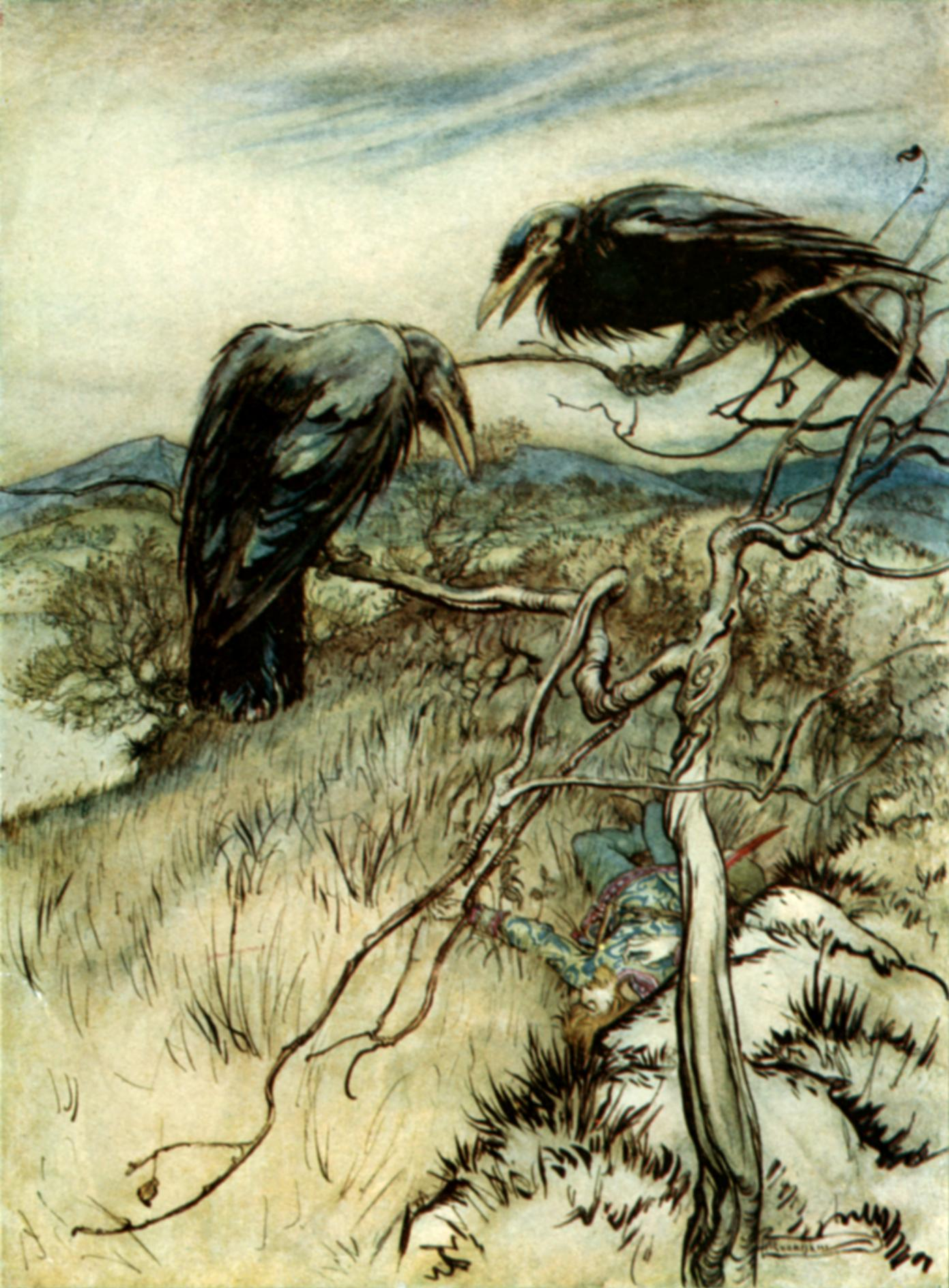
"Los Dos Cuervos", ilustración de Arthur Rackham.